# Георг Хартман фон Вицлебен
Георг Хартман фон Вицлебен (на немски: Georg Hartmann von Witzleben; * 23 септември 1766 във Волмирщет, част от Кайзерпфалц в Саксония-Анхалт; † 15 септември 1841 в Рослебен в Тюрингия) от стария благороднически род фон Вицлебен от Тюрингия е господар на Волмирщет в Саксония-Анхалт, др. юрист, пруски таен съветник, наследствен администратор на манастирското училище Рослебен и до 1803 г. собственик на „Блауен Хоф“ във Волмирщет.
Той е вторият син на дворцовия майстер Фридрих Вилхелм фон Вицлебен (1714 – 1791) и втората му съпруга графиня Кристина Амалия фон дер Шуленбург (1732 – 1781) от род Волфсбург, дъщеря на генерал-лейтенант граф Адолф Фридрих фон дер Шуленбург (1685 – 1741) и Анна Аделхайд Катарина фон Бартенслебен (1699 – 1756). Брат е на Фридрих Лудвиг фон Вицлебен (1755 – 1830), лесничей, министър, писател.
Георг Хартман фон Вицлебен става „доктор по право“ и „доктор по филология“.
От 1800 до 1801 г. той е таен финансов съветник в двора на Дрезден, където се запознава и става приятел с поета Новалис (1772 – 1801). Салинният директор Хайнрих Улрих Еразмус фон Харденберг (1738 – 1814), бащата на Новалис, помага през 1801 г. на Георг Хартман фон Вицлебен да стане „директор на салините“ (солниците).
След смъртта му започва фамилен конфликт за службата „наследствен администратор“.

## Фамилия
Георг Хартман фон Вицлебен се жени 1797 г. във Вайсенфелс за фрайин Вилхелмина фон Зекендорф (1769 – 1812). Те имат един син:
- Хартман Еразмуз фон Вицлебен * 9 декември 1805 във Вайсенфелс; † 12 октомври 1878 в Мерзебург), главен президент., женен на 11 ноември 1843 г. в Барут за Мария Вилхелмина Елиза фон Золмс-Барут (* 4 август 1823, Дрезден; † 6 август 1910, Алтдьоберн)

Георг Хартман фон Вицлебен се жени втори път 1820 г. в Обервидерщет за Каролина фон Вицлебен (1787 – 1860), дъщеря на брат му Фридрих Лудвиг фон Вицлебен и фрайин София Маргарета Луиза фон Пройшен фон и цу Либенщайн (1761 – 1863). 